# On Frail Wings of Vanity and Wax
Albums de Alesana
Try This With Your Eyes Closed (demo)
(2005) Where Myth Fades To Legend
(2008)
On Frail Wings of Vanity and Wax est le premier vrai album du groupe de metalcore Alesana.
Il a été à l'origine sorti le 6 juin 2006 par Tragic Hero Records, mais plus tard il a été réédité le 20 mars 2007 par Fearless Records.
Il comporte beaucoup de références à la mythologie grecque et au Moyen Âge. 
Le titre fait allusion au mythe d'Icare, dont les ailes étaient en cire.

## Liste des titres
1. Icarus - 1:00
2. Ambrosia - 3:05
3. Pathetic, Ordinary - 4:00
4. Alchemy Sounded Good at the Time - 4:13
5. Daggers Speak Louder Than Words - 3:27
6. Last Three Letters - 3:32
7. Apology - 5:18
8. Tilting the Hourglass - 3:48
9. This Conversation Is Over - 3:23
10. Congratulations, I Hate You - 4:02
11. The Third Temptation of Paris - 3:42
12. Siren's Soliloquy - 4:00
13. Nero's Decay - 4:26

- Titres Bonus

1. Early Mourning (Re-Release Bonus Track) - 3:54
2. Goodbye, Goodnight For Good (Alternative Version) (Special Edit Bonus Track)
3. Apology (Acoustic Remix) (Re-Release Bonus Track) - 4:01

CD amélioré (Videos Live)
1. Ambrosia
2. Apology
3. Congratulations, I Hate You
4. Tilting the Hourglass
5. Video Interview

( Live filmé à San Antonio, TX. )

## Musiciens
- Dennis Lee - Chant
- Shawn Milke - Chant/Guitare/Piano
- Patrick Thompson - Guitare
- Adam Ferguson - Guitare/Chant
- Jeremy Bryan - Batterie
- Shane Crump - Bass